# Valèria Haliné
Valèria Haliné (Hispània, ss. I-II dC) va ser una lliberta d'origen grec, establerta a l'àrea on se situa Castelldefels.
El seu cognom denota un origen grec, però es desconeix si va néixer a Grècia o un altre indret de parla grega, o si bé els seus pares eren esclaus a Hispània. Segons sembla, havia estat anteriorment a Tàrraco. Posteriorment va ser alliberada i es va casar amb Gai Trocina Synecdémo, un altre llibert, del qual hom ha teoritzat que potser havia estat alliberat per Gai Trocina Onèssim, un llibert ben situat a Bàrcino en època de Trajà.
El seu marit va arribar a ser sevir augustal, una mena de magistratura oficial, de Bàrcino. Pel que sembla, hauria estat amo d'una vil·la romana a l'actual terme municipal de Castelldefels, on es va trobar una làpida funerària donada per Haliné en homenatge a Gai Trocina Synecdémo, on el qualifica de «marito optimo» i que es va trobar el 1989 en un dels envans de l'església del castell de la localitat. Gràcies al seu títol van tenir una posició social i econòmica acomodada a Bàrcino. Hi ha la hipòtesi que es dedicaven al comerç del vi, perquè s'han trobat trossos d'àmfora, trobades a Sant Vicenç dels Horts, amb el segell «SYN», «SYNE» i «HA», que podrien correspondre tant a Synecdémo com Haliné.
Segons Liborio Hernández, el de Valèria va ser un dels múltiples matrimonis documentats entre lliberts, on la dona es casava amb un augustal i augmentava el seu estatuts social, malgrat que l'origen del marit fos esclau, aquesta magistratura transmetia una activitat pública que millorava la posició social en la jerarquia de la ciutat. Per tant, Valèria Haliné va pertànyer probablement a l'estrat mitjà de la societat, raó per la qual va voler deixar constància de la seva situació i dels seus noms. A més, segons, Alfons López, segurament era coneixedora del grec, perquè a la làpida va fer-hi constar els accents del seu cognom i el del seu marit, inexistents en la llengua llatina.
Des de 2017, un institut de Castelldefels porta el seu nom.